# Musée archéologique national d'Orvieto
Pour les articles homonymes, voir Musée archéologique national.
Le  Musée archéologique national d'Orvieto  (italien : Museo Archeologico Statale di Orvieto ) est le  musée national archéologique de la ville d'Orvieto, situé place du  Duomo.
Il est hébergé dans le  Palazzo Papale, un bâtiment de la fin du Duecento situé sur la droite, au fond de la cathédrale.
Il conserve et expose, sur un niveau, exclusivement des vestiges des sites archéologiques de la région, ceux des nécropoles étrusques comme celle des Settecamini, de la tombe Golini et de la tombe des Hescanas.
Différents éléments de céramique (antéfixes et acrotères), des bronzes, provenant de la Nécropole du Crucifix du Tuf et de la Nécropole de Cannicella y sont présents, répartis avec les collections du musée Faina de la ville.
Une reconstitution de plusieurs tombes dans lesquelles ont été déplacées des fragments de fresques, expose en particulier les us et coutumes de la cuisine étrusque.

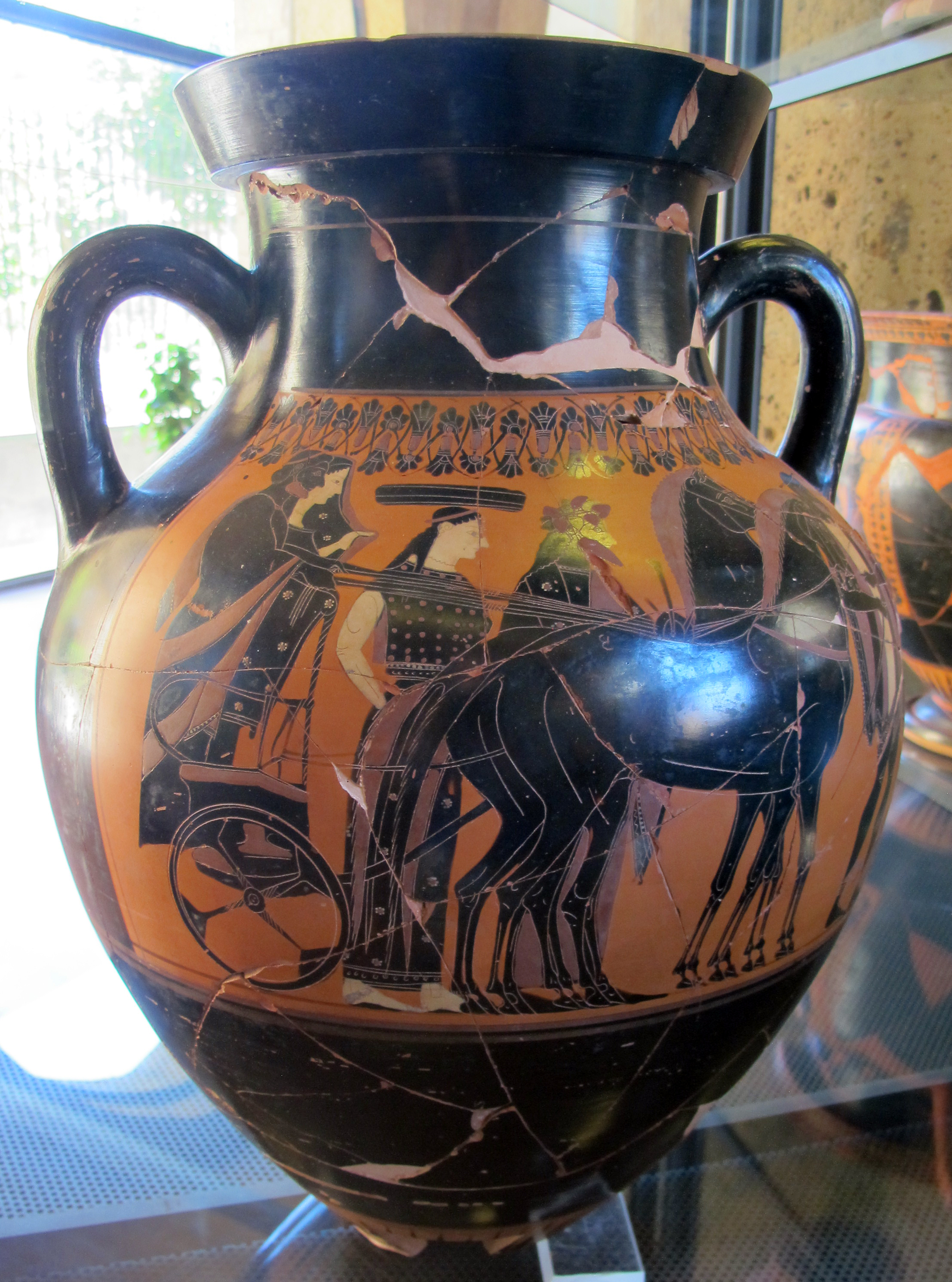
Amphore à figures noires de Poggio Ginestra, Orvieto.
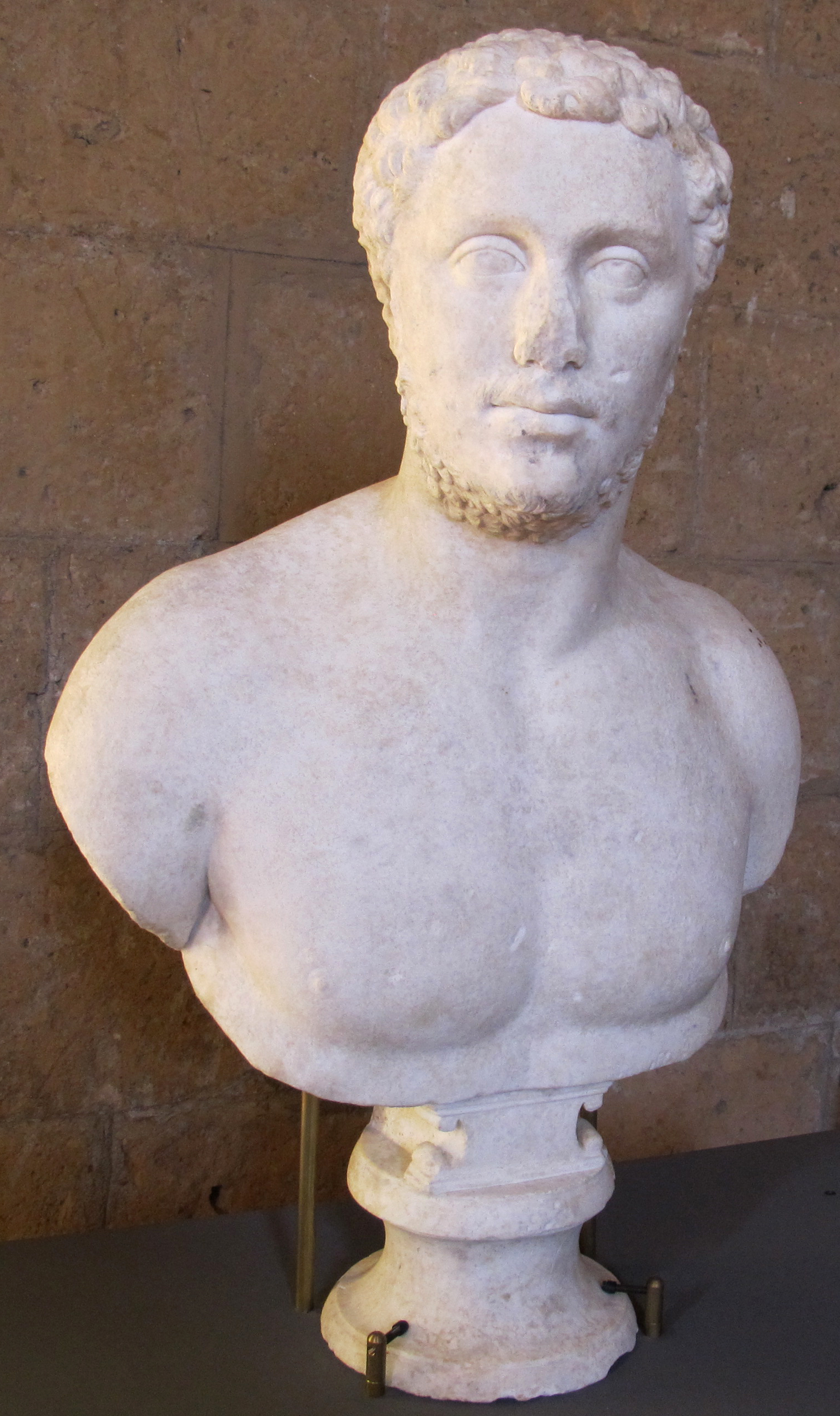
Buste sévérien trouvé à Orvieto, peut-être de l'empereur Géta.
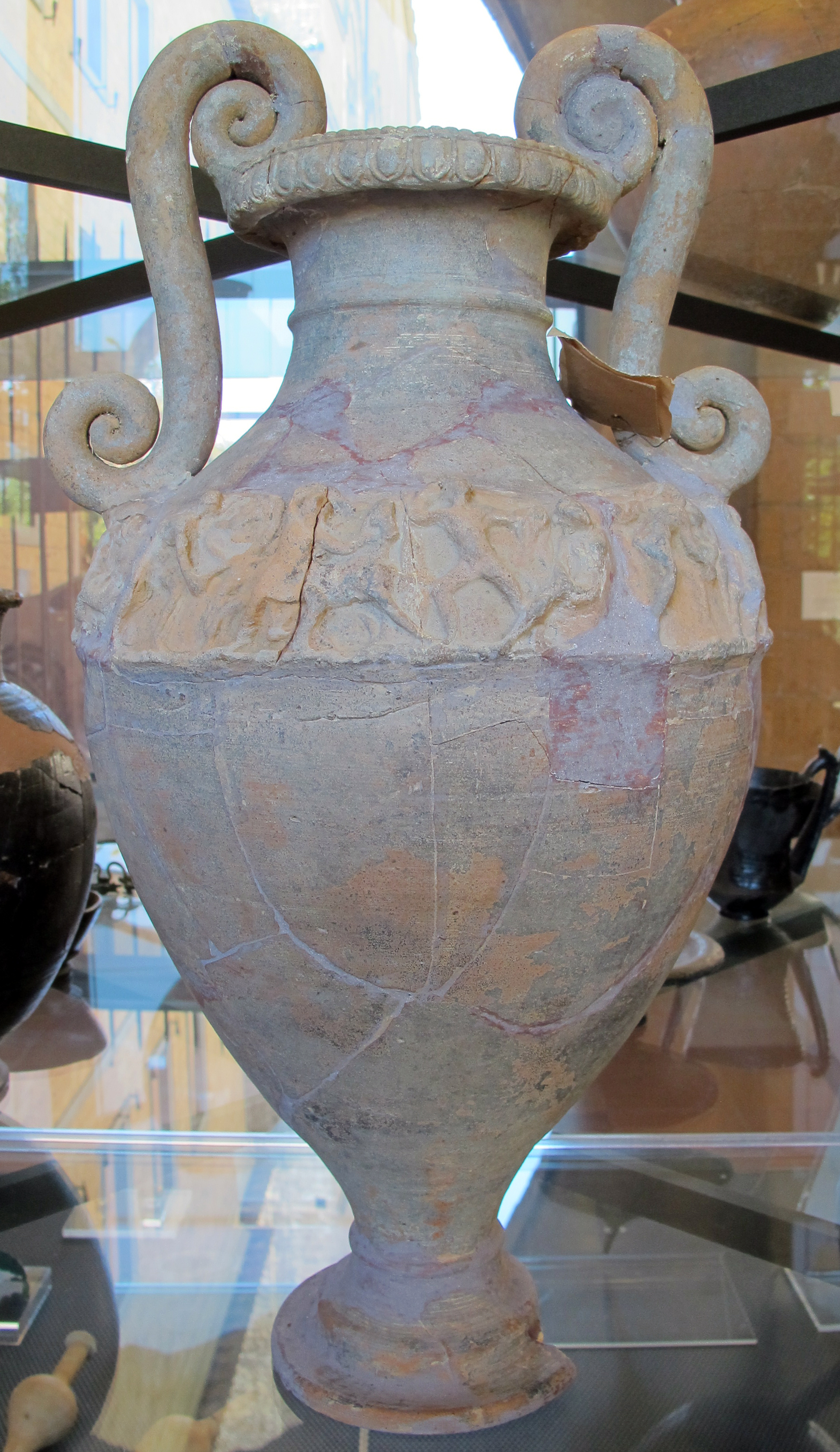
Vase funéraire du -IV/-IIIe siècle.
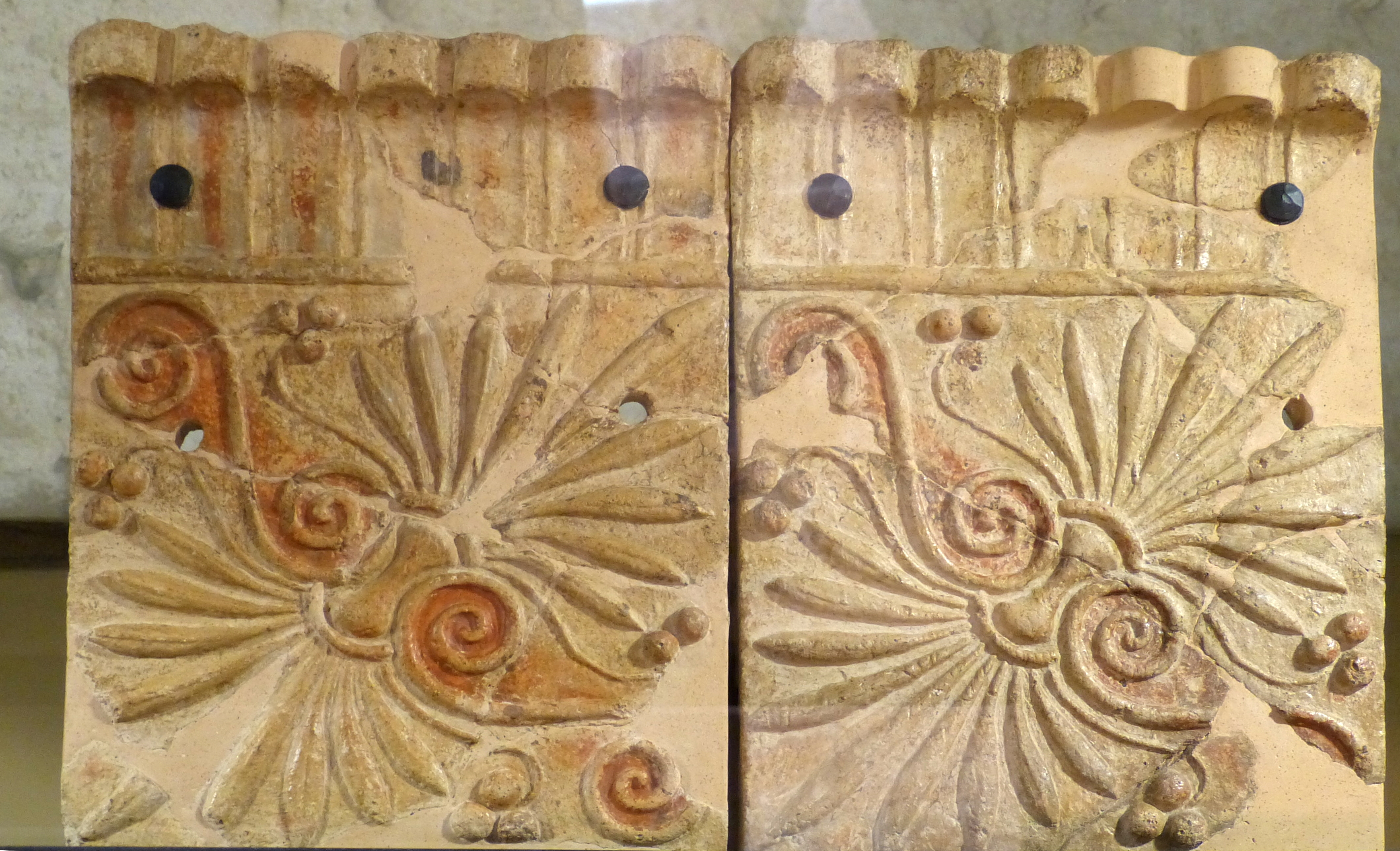
Tuiles en terre cuite du temple du Belvédère.

## Sources
- (it) Cet article est partiellement ou en totalité issu de l’article de Wikipédia en italien intitulé « Museo archeologico nazionale di Orvieto » (voir la liste des auteurs).